# 1986 w nauce

## Nauki przyrodnicze i ścisłe

### Astronomia
- Albert Whitford – Nagroda Henry Norris Russell Lectureship przyznawana przez American Astronomical Society.
- Hyron Spinrad – Nagroda Dannie Heineman Prize for Astrophysics przyznawana przez American Astronomical Society.

## Technika
- Wprowadzenie systemu dźwięku Dolby SK[1].

## Nagrody Nobla
- Fizyka – Ernst Ruska, Gerd Binnig, Heinrich Rohrer
- Chemia – Dudley R. Herschbach, Yuan T. Lee, John C. Polanyi
- Medycyna – Stanley Cohen, Rita Levi-Montalcini